# Bitva u Magnésie
Bitva u Magnésie byla vybojována v roce 190 př. n. l. na rovinách Lýdie (dnešní Turecko), poblíž města Magnésia ad Sipylum. Římané, vedení konzulem Luciem Corneliem Scipionem a jeho bratrem, slavným vojevůdcem Scipionem Africanem, spolu s jejich spojencem, pergamským králem Eumenem II., se tu utkali s vojskem seleukovského krále Antiocha III. Velikého. Rozhodné římské vítězství znamenalo konec Antiochovým snahám o ovládnutí Řecka.
Hlavním historickým pramenem této bitvy jsou Liviovy Dějiny, které ale dané skutečnosti popisují silně tendenčně zveličováním vojenských schopností a morální nadřazenosti Římanů. Podobné nedostatky lze vytknout rovněž Appiánovu líčení této události.

## Bitva

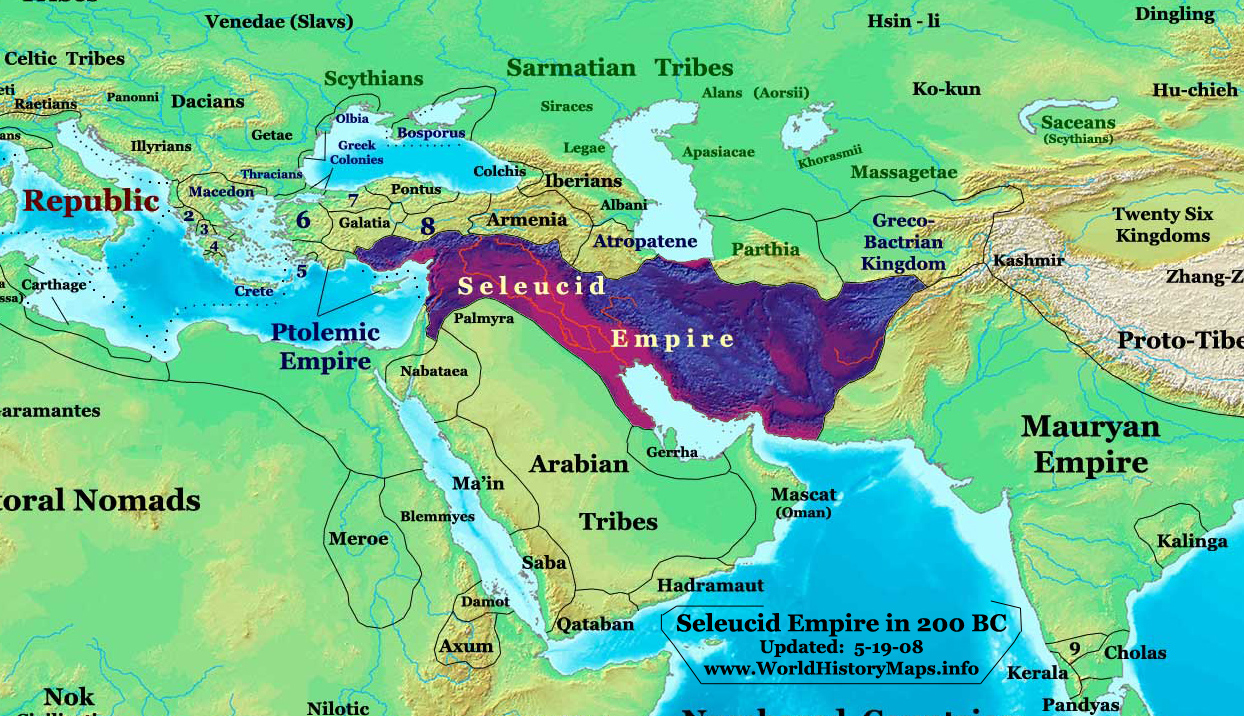
Rozloha Seleukovské říše v roce 200 př. n. l. (před rozšířením do Malé Asie a Řecka)

Antiochos byl po porážce seleukovských expedičních sil v bitvě u Thermopyl vypuzen z Řecka. Římské námořnictvo poté společně s Rhoďany a dalšími spojenci porazilo královu flotilu, což následně římskému vojsku umožnilo překročit Helléspont a vstoupit na půdu Asie. Římská armáda zde získala nového velitele, konzula Lucia Cornelia Scipiona, mladšího bratra velkého Africana, který jej na tomto tažení doprovázel jako legát.
Po svém nezdaru v Řecku se Antiochos odebral v čele jádra svých sil do Malé Asie, kde nechal na přístupových cestách k městům Sardy a Efesos (u něhož kotvila jeho flotila) zřídit opevněný tábor. Nejsilnější Antiochovou formací byla falanga, čítající 16 000 mužů, uspořádaná podle makedonského vzoru. Jeho vojsko dále zahrnovalo několik tisíc pěšáků rozličné kvality, kappadocké spojence, 3 000 galatských žoldnéřů a 4 700 lehkooděnců. Kromě toho Antiochos disponoval 6 000 katafrakty a 2 000 další těžké jízdy, 2 500 galatské lehké jízdy, 500 řeckými jezdci a 1 200 stepních jízdních lučištníků – celkově tedy asi 12 000 jezdci. Dále měl král mnoho válečných vozů, 54 slonů a jednotku arabských velbloudů. Proti této hrozivé moci seleukovského krále se postavilo 43 000 římských a italských legionářů, doplněných 6 000 řeckými lehkooděnci. V počtu kavalerie Římané s asi 5 000 jezdci za Antiochem výrazně zaostávali.
Ještě před příchodem zimy, která by zastavila válečné operace a současně by přinesla změnu v římském velení, se Luciu Scipionovi podařilo přimět Antiocha k boji poté, co Římané překročili řeku Hermos a postavili si vojenský tábor ve vzdálenosti asi 4 kilometrů od Antiochova. Skoro se dá říci, že Římané vyhráli bitvu spíše díky rýčům než mečům. Scipionův tábor byl chráněn z levé strany řekou, takže bitevní pole bylo velice úzké, čímž byla zcela eliminována Antiochova drtivá převaha v jízdě. Veškerá římská a spojenecká jízda, kromě 4 švadron (turmae), byla v okamžiku vypuknutí bitvy umístěna na pravé straně.
Podobně jako u většiny starověkých bitev, i v tomto případě existují různé verze průběhu střetnutí. Bitva zřejmě začala neúspěšným útokem Antiochových válečných vozů na levém křídle, čímž byla ovšem seleukovská jízda na této straně linie uvržena ve zmatek. Prakticky v témže momentě udeřilo seleukovské jezdectvo na pravém křídle, v čele se samotným králem. Tímto útokem se Seleukovcům podařilo prolomit řady proti nim stojící pěchoty. Antiochos se pak pustil do pronásledování nepřátel a neúspěšně se pokusil obsadit energicky bráněný římský tábor. Spojenec Římanů, pergamský král Eumenés, velící jízdě na pravém křídle římského vojska, potom podnikl protiútok na protilehlé křídlo Seleukovců, dosud ještě narušené válečnými vozy, a obrátil ho na útěk. Ve střední části linie se nacházela impozantní seleukovská falanga spolu se slony. Ti byli ale vyplašeni římskými lehkooděnci, načež falangu opuštěnou vlastní jízdou legionáři v krvavém boji obklíčili a pobili. Bitva pak pokračovala v seleukovském táboře až do jeho dobytí Římany.

## Důsledky bitvy
Po sjednání příměří mezi Římany a Antiochem podniklo římské vojsko tažení proti Galatům, čímž byla rozhodujícím způsobem podlomena moc Seleukovců v Malé Asii. Římané během této vojenské kampaně dosáhli, vzhledem ke svým původním mnohem skromnějším vojenským a politickým cílům, fantastických územních zisků. Většina menších řeckých a helénistických států se již na počátku války připojila na stranu Říma, protože ten v této době neusiloval o zabrání žádného cizího území. Díky této umírněné politice nakonec Římané slavili vítězství. Naproti tomu Antiochova porážka byla důsledkem jeho naprosto nepřipravené a nepromyšlené strategie. Jak poznal už Xerxés, Egejské moře představovalo pro každou asijskou mocnost přirozenou překážku, k jejímuž zdolání bylo zapotřebí spolehlivé námořní převahy. Tou však Antiochos nedisponoval, což bylo příčinou jeho neúspěchů v Řecku a posléze i v Malé Asii.
V mírové smlouvě uzavřené v Apameii byl Antiochos přinucen zaplatit Římanům obrovskou válečnou náhradu ve výši 15 000 talentů. Rovněž seleukovské námořnictvo bylo značně redukováno. Král se dále musel vzdát veškerých svých území v Malé Asii a severozápadní hranicí seleukovské říše se nově stalo pohoří Taurus. Už tak nestabilní moc Seleukovců tím byla ještě více oslabena. Sen o vyrovnání se Alexandrovi se pro Antiocha ukázal být neuskutečnitelný.